# Phobie scolaire
[réf. nécessaire]
 (avril 2019).
Si vous disposez d'ouvrages ou d'articles de référence ou si vous connaissez des sites web de qualité traitant du thème abordé ici, merci de compléter l'article en donnant les références utiles à sa vérifiabilité et en les liant à la section « Notes et références ».
 (mai 2019).
La phobie scolaire (ou RSA pour refus scolaire anxieux ; school refusal pour les anglpphones)) décrit un état psychologiques rencontré par certains enfants (adolescent et bons élèves souvent) qui n'arrivent plus à se rendre à l'école (temporairement, voire définitivement) parce qu'ils sont trop anxieux (détresse émotionnelle anticipatoire). 
Ce n'est pas un trouble directement codifié par le DSM-5 ni par la CIM-11 mais il constitue néanmoins un handicap et une souffrance grave pour l'enfant et son entourage, t qui interfère avec sa trajectoire développementale, éducative, scolaire et sociale. 
En France, comme dans d'autres pays, l'anxiété face à l'école est une problématiques en augmentation, au moins momentanément fortement aggravée par le confinement et le contexte sanitaire de la pandémie de Covid-19, et pour laquelle les psychologues, de l’Éducation nationale notamment, ou les pédopsychiatres sont fréquemment sollicités. 

## Prévalence et temporalités
Le refus scolaire anxieux représentait, vers 2015, de 5 à 7 % des consultations de pédopsychiatrie et de 1 à 4 % de la population d’âge scolaire, ce qui souligne l'importance d'une prise en charge rapide impliquant professionnels de santé et équipes pédagogiques.
Selon Nicole Catheline et Jean-Philippe Raynaud (2016), les phobies scolaires présentent trois pics de recrudescence : vers 5-7 ans (entrée au CP, angoisse de séparation), vers 11-12 ans (entrée en 6e, puberté) et enfin vers 13-16 ans. 
Ces taux sont en augmentation, au début des années 2020, selon Hélène Denis ils toucherait de 8 à 30% des - de 18 ans et de 40 à 50% à la fin de la pandémie de Covid-19 (la fourchette large est due à des variations selon les pays et liée aux protocoles variés d'évaluation). La situation de l'enfant ou de l'adolescent peut se compliquer d'une dépression ou d'un abus de substances. Elle peut être traitée par des thérapies cognitivo-comportementales (TCC), pour l'enfant seul et/ou en groupe avec d'autres enfants victimes de la même anxiété.

## Eléments de définition
En France, le refus scolaire anxieux est défini par la CFTMEA-R 2020, comme « une angoisse intense et parfois des crises de panique, empêchant l’enfant ou l’adolescent de fréquenter l’école ». 
Contrairement aux classifications internationales (DSM-5 ou CIM-11), il n’est pas reconnu comme un trouble distinct, mais peut être associé à des catégories telles que la phobie sociale et/ou l'anxiété de séparation qui figurent dans le DSM, qui, depuis sa troisième version (1987) évoque le « refus anxieux scolaire », non pas comme entité individualisée, mais comme conséquence d'une phobie sociale, ou d'une anxiété de séparation. La CIM-10 l'inclut dans les angoisses de séparation de l'enfance. 
Les anglo-saxons, eux, parlent exclusivement de « refus scolaire », alors qu'en France jusqu'au début des années 2000, on parle plutôt de phobie.
Il n'y a pas de définition consensuelle, mais la phobie scolaire a ainsi été antérieurement définie :
- Selon Ian Berg (1969), un élève phobique scolaire se caractérise par une « très grande difficulté à être assidu à l'école, un sévère bouleversement affectif ; une absence de troubles antisociaux ; des parents au courant »[3] ;
- Pour Juliàn de Ajuriaguerra (1974), il « s'agit d'enfants ou adolescents qui, pour des raisons irrationnelles, refusent d'aller à l'école et résistent avec des réactions très vives d'anxiété ou de panique, quand on essaie de les y forcer ».[4] ;
- Pour Hélène Denis (2005) et d'autres, il ne s'agirait pas d'une phobie de l'école en elle-même, mais plutôt d'une détresse émotionnelle anticipatoire de ce qui s'y passe ou pourrait s'y passer (situations sociales d'évaluations scolaires, devoir aller au tableau, devoir chanter seul devant toute la classe...)[5] auxquelles l'élève est confronté. Ces chercheurs avancent aussi que les mécanismes d'inconfort (nausées, étouffements…) qui peuvent accompagner cette anxiété sont plus complexes que ceux d'une simple phobie, de sorte qu'ils préfèrent employer le terme de « refus scolaire anxieux » ; ce trouble peut se compliquer d'une dépression ou d'un abus de substances[6].

Il s'agit donc d'un comportement le plus souvent sous-tendu par des troubles anxieux, parfois par des troubles plus graves. 
La phobie scolaire est souvent transitoire, mais elle peut perdurer et être aggravée (par une dépression notamment), entraînant une déscolarisation. 
Sans contact avec le monde extérieur créé par l'école et avec des pairs, les jeunes atteintes de phobie scolaire peuvent se sentir socialement très isolés, ce qui peut dégrader leur image d'eux-mêmes. Un cercle vicieux va alors se développer : prétendant être malades pour ne pas avoir à aller à l'école ou victimes de réels troubles, digestifs par exemple, ils peuvent aussi refuser de pratiquer des activités extra-scolaires, ce qui va entraîner une désocialisation progressive.
Il faut, selon certains psychiatres, différencier les cas où l'appétence scolaire est préservée, de ceux où elle n'existe plus, comme dans certains contexte sociopathiques.

## Histoire
En 1887, Alfred Binet décrit un cas de peur de l'école chez un enfant devenu mutique dès son arrivée en classe. En 1913, Carl Gustav Jung (1913) décrit le « refus névrotique » d'aller à l'école (une forme de mutisme passager, plutôt observée chez les personnes autistes), et l'année suivante dans sa thèse, George Heuyer évoque la peur de certains enfants de l'institution scolaire. Quelques années plus tard, en 1932, Isra Tobis Broadwin, s'intéresse aux fugues d'écoliers, en les interprétant comme une inquiétude de ce qui pourrait arriver à leur mère, « un acte de défiance, une tentative pour obtenir de l'amour, ou s'évader de situations réelles pour lesquelles il est difficile de faire face », et classe ce comportement dans les « troubles psycho-affectifs ».
Le terme de phobie scolaire est introduit en 1941, dans l'American Journal of Orthopsychiatry, par Adélaïde Johnson, avant que celle-ci en 1957, le rapporte à une angoisse de séparation, différenciant la phobie scolaire des fugues ou du comportement d'opposition.
En 1972, Melitta Sperling explique aussi ces cas par une préoccupation de l'enfant à propos de ses parents, en indiquant que c'est parfois une maladie de la mère qui déclenche l'inquiétude, l'enfant ne voulant plus « laisser maman ». Cinq ans plus tard, Lebovici et le Nestour décrivent des phobies graves de l'école en lien avec un trouble grave de la personnalité, contrairement aux phobies simples décrites par Sperling.
En France, notamment, l'anxiété face à l'école est un phénomène en augmentation dans les années 2020, qui a été - au moins momentanément - fortement amplifié par le confinement et le contexte sanitaire de la pandémie de Covid-19, et pour laquelle les psychologues, de l’Éducation nationale notamment, sont fréquemment sollicités. 

## Causes évoquées
Les facteurs expliquant la phobie scolaire chez l'enfant sont généralement multiples et varient d'un individu à l'autre (Maury, J. en 2013). L'enfant ne sait pas toujours expliquer clairement les causes de son angoisse (Baveux, C., 2015). 

### Troubles relationnels
Le rôle des parents vis à vis des interactions familiales est important, dès la toute petite enfance. Des parents anxieux peuvent transmettre leur anxiété à l'enfant, ce qui peut préparer le terrain, l'enfant prenant alors le comportement des parents comme modèle du sien (Valentin, S. 2017). Des relations fusionnelles et trop protectrices vis à vis de l'enfant peut devenir critique lors des périodes de séparation, au détriment de son autonomisation. Au contraire, selon C. Baveux (2015), une relation confiante et dynamique permettrait à l'enfant de se sentir en sécurité dans les situations de séparation, notamment l'école, quand vient le moment de la séparation, de l'entrée dans la scolarité. 
Des événements tragiques (séparation des parents, maladies, décès…) peuvent aussi entraîner des cas de phobies scolaires, l'enfant inquiet sur sa situation et celle de ses parents pouvant alors développer une répulsion pour l'école, refusant de s'y rendre et ainsi rester proche de ses parents. 
Néanmoins, il est préférable d'éviter de désigner les parents comme seuls responsables. Ces derniers ne doivent pas culpabiliser et se considérer comme les principaux fautifs (Valentin, S. 2017). Ils ont besoin d'aide autant que l'enfant, tout le système familial doit être aidé.
Le refus scolaire peut également relever de la confrontation au groupe de pairs, avec la contrainte du regard et du jugement des autres, mais également le facteur de la compétition, que ce soit entre les membres de la fratrie ou entre les camarades (Sharmann, 2011). Le climat scolaire est décrit comme une insécurité pour les élèves qui  peuvent être victimes de racket, violences scolaires, harcèlement ou jugement des autres (Baveux, 2015 ; Guivarch, Poinson, Gignoux-Froment, 2018),. Appartenir à une minorité sexuelle peut aussi être une source de rejet voire de harcèlement
D'après un reportage à la Maison de Solenn (APHP), à Paris, pour  25 % à 33 % des enfants en situation de phobie scolaire, la cause est le harcèlement à l'école et/ou sur les réseaux sociaux. Des mesures ont été mises en place depuis 2011, comme la mise en place de référents « harcèlement » dans chaque rectorat. Chaque année, le 1ᵉʳ jeudi de novembre doit être une journée banalisée pour parler du harcèlement à l'école.
Enfin, la phobie scolaire peut être aussi liée aux pratiques éducatives, aux attentes des parents, à la pression que ceux-ci peuvent faire peser sur leur enfant. Les enfants, ne voulant pas décevoir leurs parents, vont avoir peur de l'échec comme les mauvais résultats scolaires (Baveux, 2015 ; Valentin, 2017). Mais il peut également s'agir de réactions, de sentiments de peur dus à des modifications du tissu familial ou de l'environnement (Baveux, 2015),.

### École
D'après J. Maury, l'école devient le point de mire, le lieu de cristallisation des souffrances, jusqu'à en devenir anxiogène (Maury, J. en 2013). La peur du jugement, de la catégorisation, des paroles qu'un enseignant peut avoir envers un élève, vont se traduire par la peur de cet enseignant même et de l'enseignement qu'il dispense (Baveux, 2015).

## Population touchée
« La phobie scolaire constitue environ 5 % des motifs de consultation en pédopsychiatrie et toucherait entre 1 et 2 % des enfants d'âge scolaire ». Ce chiffre serait plus élevé dans les villes et dans les pays industrialisés (observé par l'augmentation des consultations des unités de pédopsychiatrie). Ce trouble touche tous les types d'élèves sans distinction de genre, de place dans la fratrie ou de classe sociale.[réf. souhaitée]
Il existe toutefois des facteurs qui favorisent le développement de cette phobie, notamment l'âge ; deux catégories d'âges sont plus propices que les autres à son apparition, qui correspondent chacune aux étapes principales du parcours scolaire d'un individu. L'entrée au cours préparatoire vers l'âge de 6 ans (début de l'apprentissage, première expérience prolongée hors de la maison si l'enfant n'a pas connu la maternelle) et l'adolescence(départ de l'école élémentaire pour le collège, nouvelles connaissances et nouveaux cercles sociaux). Ces deux catégories d'âges sont également marquées par des étapes importantes dans le développement de l'individu, notamment par l'acquisition de la capacité de raisonnement hypothético-déductif, permettant à l'enfant d'émettre des hypothèses puis des déductions qu'il va confronter à des résultats d'expériences ou des observations.
De nombreuses études montrent que les filles sont aussi touchées que les garçons, même s'il semble que les garçons soient touchés un peu plus précocement. Il est établi aussi que les élèves sérieux et dont l'investissement est notable sont plus à risque d'être affectés par une phobie scolaire que les autres, car ils peuvent souffrir du stigmate du « premier de la classe » et donc de moqueries. Ils peuvent aussi éprouver une incompréhension de leurs notes malgré le travail fourni (leurs résultats scolaires ne seraient pas à la hauteur de leurs attentes, ou ils auraient l'impression de travailler inutilement). 

## Prise en charge
Dans les cas sévères, un aménagement de la scolarité peuvent être envisagés avec une scolarisation temporaire à temps partiel comportant des allégements des journées les plus chargées pour réduire le temps d'exposition aux autres. Puis progressivement, l'emploi du temps complet sera rétabli quand l'enfant se sentira mieux à l'école. Le suivi de cours par correspondance (en France, avec le Centre national d'enseignement à distance), une scolarisation dans une école alternative ou dans un autre établissement sont les solutions les plus fréquentes .
En cas de déscolarisation et de trouble dépressif, il faut prendre le cas au sérieux et consulter des experts pour mettre en place une thérapie cognitivo-comportementale (TCC), par exemple dans un Centre médico-psychologique infantile (CMPI), un Centre médico-psycho-pédagogique (CMPP) ou en hospitalisation de jour, qui rassemblent des professionnels spécialisés tels que des pédopsychiatres, des psychologues, infirmiers, enseignants spécialisés, orthophonistes, psychomotriciens notamment, pour aider l'enfant à vaincre son angoisse.

### Sources et bibliographie
- Caron, Estelle (2018) Traitement du refus scolaire anxieux à l'adolescence : évaluation d'un programme de thérapie cognitive et comportementale en hospitalisation de jour. Thèse, Université de Montpellier, 2 oct. 2018 |url=https://policycommons.net/artifacts/15507726/traitement-du-refus-scolaire-anxieux-a-ladolescence/16401082/
- Fanny Vandermeersch, Phobie, Le Muscadier, 2017  (ISBN 979-10-90685-78-9).
- Gilbert Longhi et Ariane Morris, Pas envie d'aller à l'école, De La Martinière, 2004  (ISBN 978-2732431918).
- Marie-France Le Heuzey et Marie-Christine Mouren, Phobie scolaire : Comment aider les enfants et adolescents en mal d'école ?, J. Lyon, 2010  (ISBN 978-2843192326).
- Anne-Marie Rocco et Justine Touchard, Le jour où je n'ai pas pu aller au collège, Flammarion, 2013  (ISBN 978-2081295926).
- Baveux, C. (2015). École : j'y vais… je ne peux pas… j'aimerais bien !, Enfances & Psy, 65(1), 117-126.
- Guivarch, J., Poinson, F. & Gignoux-Froment, F. (2018). Malaise à l'école. L'information psychiatrique, volume 94(8), 681-688.
- Stephan Valentin, « la phobie scolaire : comprendre pour agir », Édition Enrick B. 2017
- Maury, J. (2013). La phobie scolaire ou l'école symptôme. La nouvelle revue de l'adaptation et de la scolarisation, 62(2), 111-120.
- Denis, Hélène (2005) « Le refus scolaire anxieux. Prise en charge par une équipe multidisciplinaire », Enfances & Psy, 2005/3 (no 28), p. 98-106. DOI 10.3917/ep.028.0098 [lire en ligne]
- Scharmann, G. (2011). Rejets d'école à l'adolescence. Enfances & Psy, 52(3), 78-88.
- Mazereau, P. (2013). Histoire de la phobie à l'âge scolaire : éléments d'enquête. La nouvelle revue de l'adaptation et de la scolarisation, 62(2), 9-22. DOI 10.3917/nras.062.0009.
- (2017). Phobie scolaire : pourquoi tant d'angoisse ? Sciences Humaines, 291(4), 13-13. [lire en ligne].
- Phobie scolaire ou refus scolaire anxieux (2019) Tous à l'école.
- Marie Gallé-Tessonneau, Laetizia Dahéron, Comprendre et soigner le refus scolaire anxieux, Dunod, 2020.
- J. Romani, S. Campredon et D. Da Fonseca, « Refus scolaire anxieux : profils psychopathologiques d’adolescents suivis en hôpital de jour », Archives de Pédiatrie, vol. 24, no 10,‎ octobre 2017, p. 950–959 (ISSN 0929-693X, DOI 10.1016/j.arcped.2017.08.003, lire en ligne, consulté le 4 mai 2025)

### Vidéographie
- Faculté d'Éducation Montpellier, « Le refus scolaire anxieux : mieux le reconnaitre, mieux le comprendre pour mieux le soigner, par Hélène Denis (pédopsychiatre au CHU de Montpellier) », 10 avril 2025 (consulté le 4 mai 2025)